# مقاطعة كارتر (كنتاكي)

خارطة مقاطعة كارتر في ولاية كنتاكي

مقاطعة كارتر (بالإنجليزية: Carter County)‏ هي إحدى المقاطعات في ولاية كنتاكي في الولايات المتحدة الأمريكية.